# كاجيتان دوشينسكي
كاجيتان باتريك دوشينسكي (البولندية: Kajetan Duszyński؛ من مواليد 12 مايو 1995) هو عداء بولندي متخصص في سباق 400 متر، حاصل على الميدالية الذهبية بولندي في سباق 400 متر وداخل الصالات في سباق 400 متر، بطل أولمبي في سباق التتابع المختلط 4 × 400 متر، مثل بلاده في سباق 4 × 400 متر تتابع في بطولة العالم 2017، حيث انهى الفريق البولندي السباق في المركز السابع بتوقيت 3:01,78 في النهائي، وكذلك في سباق 4 × 400 متر تتابع مختلط في الألعاب الأولمبية الصيفية 2020 حيث فازت بولندا بالميدالية الذهبية. مع فريق التتابع الاخرين كارول زاليفسكي وناتاليا كازماريك وجوستينا شفيتا-إرسيتيك.